# Enya
Enya, születési nevén Eithne Pádraigín Ní Bhraonáin (Gweedore, 1961. május 17. –) négyszeres Grammy-díjas ír énekesnő. Az Enya nevű zenei formáció valójában három emberből áll: Enyából, aki zeneszerző és előadó, Nicky Ryanből, aki az albumok producere, és Roma Ryanből, aki különböző nyelvű dalszövegeket ír Enya zenéjére. Az Enya szó az ír gael Eithne név fonetikusan leírt változata. Anyanyelvén a név közelítő kiejtése (magyar írásmóddal): Ehnye Nyi Vrínany.

## Életrajz

### Kezdetek
1961-ben Eithne az Ír Köztársaság Donegal megyéjében fekvő Gweedore-ban igazi zenészcsaládba született. Már nagyszülei tagjai voltak egy, az egész országban ismert együttesnek. Apja – mielőtt kocsmát nyitott – a Slieve Foy Band vezetője volt, anyja egy főleg tánczenét játszó együttes tagja volt, később pedig a Gweedore-i Általános Iskolában tanított zenét. Eithne-nak négy fiú- és négy lánytestvére van, legtöbbjük az 1968-ban alapított An Clann As Dobhair (az 1970-es évek után egyszerűen Clannad) tagjai.
1980-ban Eithne belépett a Clannadba, ahol testvérei (Máire, Pól, és Ciarán), valamint nagybátyjai (Noel és Padraig Duggan) játszottak. Eithne elektromos zongorán játszott, és az 1980-ban megjelent Crann Úll, majd az 1982-es Fuaim albumokon vokálozott is. 1982-ben (nem sokkal a Clannadot ismertté tevő Theme from Harry’s Game megjelenése után) a producer és menedzser Nicky Ryan elhagyta a csapatot, Enya pedig követte, hogy elkezdje saját szólókarrierjét.

### Szólókarrier
Nickyvel és feleségével, Romával dolgozva Eithne két instrumentális szólószámot készített: az An Ghaoth Ón Ghrian és a Miss Clare Remembers az 1984-ben kiadott Touch Travel című albumon voltak hallhatóak. Enyaként először az 1984-ben megjelent The Frog Prince (Francia Rómeó) című film stáblistáján tüntették fel. 1986-ban elvállalta a The Celts (A kelták) című dokumentumfilm zenéjének megírását, az ekkor megírt zene felkerült első, 1987-ben megjelent Enya című albumára, amit akkoriban szerény érdeklődés kísért. Az album Boadicea című számát később feldolgozta a The Fugees (1996) és Mario Winans is. Az előbbi feldolgozás nyomán kisebbfajta botrány robbant ki, ugyanis az együttes nemcsak, hogy Enya engedélye nélkül, de a saját szerzeményként beállítva adta elő a számot.
1988-ban történt meg Enya karrierjében a nagy áttörés a Watermark (Vízjel) című albummal, melyben megismerhettük a mára klasszikussá vált Orinoco Flow (néhol Sail Awayként említett) számot. Az Orinoco Flow az Egyesült Királyságban a slágerlisták élére került, az albumból pedig nyolcmillió eladott példányt regisztráltak. Enya következő albuma három évvel később jelent meg: a Shepherd Moons (Pásztorholdak)-ból tízmillió példányt adtak el, a zeneszerző-énekes pedig megkapta érte első Grammy-díját. Bár a díjat a „legjobb New Age-album” kategóriában kapta, Enya nem sorolja zenéjét ebbe a műfajban. 1992-ben újra kiadták az  Enya -t digitálisan felújitva,  The Celts (A Kelták)  néven. Három évvel később, 1995-ben jelent meg negyedik, szintén Grammy-díjas albuma, a The Memory of Trees (A fák emlékezete) .
Legsikeresebb számainak gyűjteményét 1997-ben mutatta be Paint the Sky with Stars: The Best of Enya (Fesd meg az eget csillagokkal)  címmel, mely az eddigieken kívül két új dalt tartalmazott. James Cameron filmrendező ugyanebben az évben felkérte Enyát, hogy írjon zenét készülő filmjéhez, a Titanichoz, de Enya visszautasította. Ennek fényében nem meglepő, hogy Cameron James Hornert, a film végleges zenéjének szerzőjét arra kérte, Enya stílusához hasonló kíséretet írjon a filmhez. A norvég vokálénekes, Sissel kiválasztásának eredményeként a filmzenét néhol tévesen Enya munkájaként tüntették fel.
Ötévnyi várakozás után, 2000-ben jelentette meg új albumát, az A Day without Rain (Egy nap eső nélkül) -t, mely 42 percnyi új hanganyagot tartalmazott. Hiteles források szerint ez Enya legjobban keresett albuma ugyanis mára már több mint 15.000.000 eladott példányt regisztráltak belőle.  A 2001. szeptember 11-ei New York-i tragédia után sok rádió és televíziós csatorna az új album Only Time című számát használta a aláfestő zeneként a támadásról szóló híradásokhoz.
Saját bevallása szerint Enya lassan dolgozik, így a rajongóknak több évet kell várniuk két album megjelenése között. 2004-ben Enya következő lemezéről még csak annyit tudtunk, hogy a művésznő dolgozik rajta, megjelenésének dátumáról azonban semmit nem árultak el. 2004 szeptemberében Japánban a Panasonic reklámkampányának részeként megjelent egy új dal Sumiregusa címen. Ekkor november végén meg is jelent az új album 12 dallal, melyek közül hármat egy Roma Ryan által alkotott, loxi nyelven vettek fel. Az album nagy sikernek örvendett, Enya promóciós körúton volt Németországban, Franciaországban, Japánban és egyéb helyeken. Az Amarantine szó több jelentésű, gondolhatunk egy növényre (amaránt) amely sosem hervad el, vagy egy bársonyos vörös színre, vagy, ahogy Enya fogalmazott, egy ősi angol szóra, mely az örökké tartó szerelmet jelenti.
2006-ban felvett négy karácsonyi számot (Adeste Fideles, We Wish You A Merry Christmas , The Magic of the Night és Christmas Secret ezek közül az első kettő hagyományos karácsonyi ének, az utóbbiak pedig saját szerzeményei), melyek két régebbi számmal (az Oíche Chiúinnal (a Csendes éj ír változata) és az Amarantine albumon is szereplő Amid the Falling Snow-val) együtt egy, az NBC által kiadott Sounds of the Season EP-n jelentek meg.
2006-ban az Amarantine lemezt kiadták két különleges szériában. Az egyik, az Amarantine Special Christmas Edition  dupla CD-s változat külső papírborítóval és egy bónusz CD-vel, melyen a 2006-ban felvett karácsonyi dalok szerepelnek. A másik egy vörös bársonydobozos kiadás, az Amarantine Special Collector’s Edition, mely három exkluzív fotót és Roma Ryannek a loxi nyelvű dalok hátteréről szóló  "Water Shows The Hidden Heart"  című könyvének díszkiadását tartalmazza.
Enya említette, hogy következőnek karácsonyi albumot készít, végül azonban következő, And Winter Came… (És eljött a tél...)  című albumának, mely 2008-ban jelent meg, nem a karácsony, hanem általában a tél lett a témája. Ezt az albumot újabb válogatásalbum követte 2009-ben, The Very Best of Enya címmel.  2009 után Enyáról sokáig nem lehetett  hallani...Ugyanis ez idő alatt elutazott rokonaihoz Ausztráliába,házat vásárolt Dél-Franciaországban és ott élt egy darabig. Interjúkban később elmondta hogy szüksége volt már egy nagyobb szünetre magának és a zenéjének is egyaránt.
Következő lemeze munkálatait 2012 tavaszától kezdte meg. 2015 szeptemberében hétévnyi hosszú várakozás után az énekesnő hivatalos weboldalán bejelenti hogy november 20-án érkezik a  Dark Sky Island (Sötét Égbolt Sziget)  amely az első olyan albuma ami Deluxe kiadásban is elérhető rajta további 3 számmal (Solace, Pale Grass Blue, Remember Your Smile). Megjelenése hetében több mint 48.000, 2016.januárjára pedig több mint 1.000.000 darabot adtak el belőle.
2017-ben tiszteletét tette az 59. Grammy gálán.
2019-ben Moya Brennan (Enya testvére) azt mondta az egyik ír napilapnak hogy "Enya mostanában nagyon dolgozik új zenén"....... December 6-án megjelenítette a  Christmas Secret  nevű karácsonyi válogatásalbumát, amelyet a már 2006-ban szintén ezen a néven (Amerikában "The Sounds of The Season") kiadtak, annyi változtatással hogy ezt most kibővítették 6 dallal amik az  And Winter Came  -en már megjelent ek korábban.

### Magánélet

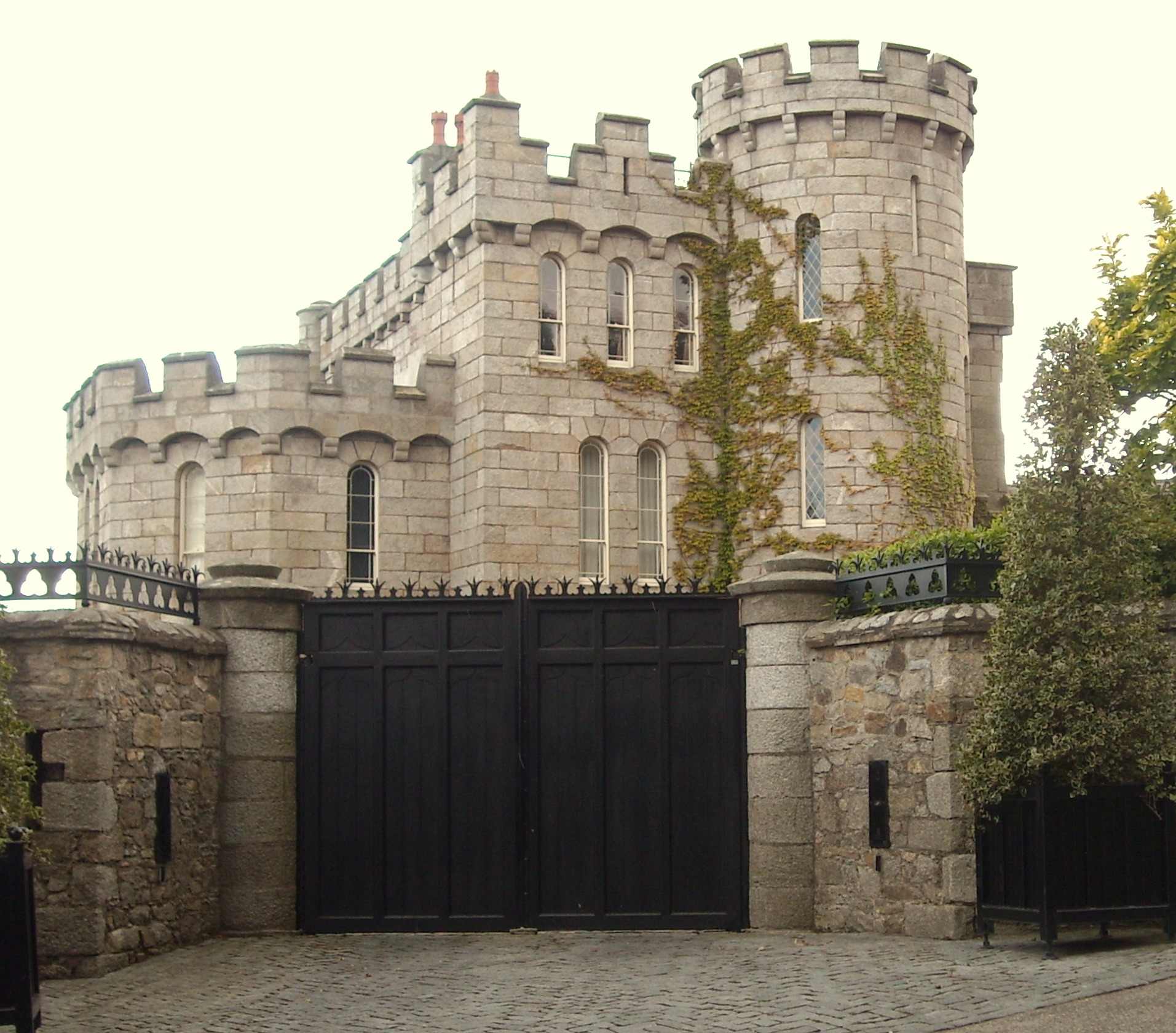
Enya kastélya a kelet-írországi Killiney-ben (Leinster tartomány)

Enya igen diszkrét személyiség, aki próbálja távol tartani magánéletét zenei karrierjétől, Dublintól délre fekvő otthonának biztonságára hozzávetőleg 250 000 eurót költött. Bár férje valóban nincs, az erre vonatkozó pletykákkal ellentétben nem él teljesen magányos életet, saját bevallása szerint gyakran áthívja magához barátait, komolyzenét hallgat, és sokat utazik.

## Zenéje
2020-ig eladott lemezei száma világszerte meghaladja a 90 milliót.
Enya sok dala íródott ír gael vagy latin nyelven, míg mások az előbb említett és az angol nyelv keverékén szólalnak meg. Roma Ryan több dalszöveget írt walesi, ír gael, latin, spanyol, francia és még a J. R. R. Tolkien által kitalált sindarin és quenya nyelven is. Egy albumán Enya japánul és a Roma Ryan által kitalált loxi nyelven is énekel.
Enya szerzett több olyan dalt is, melyek J. R. R. Tolkien A Gyűrűk Ura című regényével vannak kapcsolatban: 1991-ben a Lothlórien című instrumentális számot, 2001-ben az angol és quenya nyelvű May It Be-t és a sindarin nyelvű Aníront (ebből a két utóbbi a Peter Jackson rendezte A Gyűrűk Ura: A Gyűrű Szövetsége című filmben is elhangzik). A May It Be-t 2002-ben Oscar-díjra jelölték a legjobb dal kategóriájában, de a díjat végül Randy Newman If I Didn't Have You című dala, a Monsters, Inc. betétdala nyerte el.
Enya többször is fellépett tévéműsorokban és más rendezvényeken, koncertet azonban még nem adott. Nem zárkózik el az ötlettől, azt mondta, egyszer szeretne majd koncertezni, és nagy kíhívásnak tartja.

## Diszkográfia
Stúdióalbumok
- Enya  (1987)
- Watermark (1988)
- Shepherd Moons (1991)
- The Celts  (1992; az  Enya  felújított kiadása)
- The Memory of Trees (1995)
- A Day without Rain (2000)
- Amarantine (2005)
- And Winter Came… (2008)
- Dark Sky Island (2015)

Válogatásalbumok
- Paint the Sky with Stars  (1997)
- The Very Best of Enya  (2009)
- Christmas Secret  (2019)

EP-k
- The Christmas EP  (1994)
- Sounds of the Season: The Enya Holiday Collection  (2006)

DVD-k
- The Video Collection  (2001)